# Wim van Bodegraven
Willem Franciscus (Wim) van Bodegraven (Rotterdam, 23 november 1903 - Amsterdam, 28 september 1992) was een Nederlands architect.

## Jonge jaren
Hij was zoon van Engelina 't Hart en smid Cornelis Franciscus van Bodegraven. Hijzelf was tussen 1966 en 1982 (overlijden) getrouwd met Gerda Brautigam en hertrouwde in 1990 met Joanna Maria Theresia (Hanny) Vroom. Beide huwelijken bleven kinderloos.
Wim van Bodegraven was als jongeling aangesloten bij Scouting Nederland. Hij kreeg de opleiding in zijn vak eerst aan de Middelbaar technische school voor bouwkunde in Den Haag; hij was er studiegenoot van Aldo van Eyck; leraar was Cor van Eesteren; einddiploma in 1938. Ondertussen had hij ook gestudeerd aan de (Hochschule für Handwerk und Baukunst) Bauhaus. Hij keerde echter naar Nederland terug vanwege het opkomend naziregime. Al tijdens die studie of vlak daarna begon hij gebouwen te ontwerpen in Amsterdam, Rotterdam en Scheveningen. In de jaren dertig sloot hij zich aan bij architectencollectief Opbouw van Willem Kromhout, voor welke groep hij in 1933 het Congrès Internationaux d'Architecture Moderne (CIAM) in Athene bijwoonde, een bijeenkomst over de toekomstige functionele stad.

## Tweede Wereldoorlog
De Tweede Wereldoorlog verliep desastreus. Zijn werkplaats werd vernield tijdens het Bombardement van Rotterdam. Hij ging bij het verzet en was betrokken bij de distributie van De Waarheid. Onder het naziregime in Nederland werd hij opgepakt en gevangen gezet in achtereenvolgend het Huis van Bewaring, het zogeheten Oranjehotel, Kamp Vught, Kamp Amersfoort, een politiecel in Oberhausen en ten slotte in concentratiekamp Buchenwald, waar hij op 11 april 1945 werd bevrijd. Vanuit Vught en Amersfoort kon hij nog wel corresponderen met zijn aanstaande echtgenote Gerda Brautigam.

## Na 1945
Na de oorlog ging hij samenwerken met Dick Elffers (ontwierp enkele oorlogsmonumenten) en sloot zich aan bij het architectencollectief De 8, waar hij vooral op de achtergrond werkte. Daar vanuit bezocht hij opnieuw een CIAM, dit maal in Bergamo, alwaar het nu niet ging over de stedenbouw, maar de ontwikkeling van het dorp. Dit leidde tot een samenwerkingsverband dat werkte aan de ontwikkeling van het dorp Nagele. Een keur van Nederlandse architecten werkte daar aan me. Naast Van Bodegraven hadden Alexander Bodon, Piet Elling, Aldo van Eyck, Willem Christiaan van Gelderen, Martinus Kamerling, J.P. Kloos, Benjamin Merkelbach, Johan Niegeman, Mart Stam, Gerrit Rietveld, Hein Salomonson, Mien Ruys als ook Cor van Eesteren en Jan Bijhouwer erbij betrokken. Van Bodegraven zou samen met Stam en Van Bodegravens collega A.H.A. Koets (ingenieur Augustinus Hendricus Antonius Koets) het plan verder ontwikkelen tot daadwerkelijk bouw. 
Van Bodegraven liet ook werk na binnen de nieuwbouw in de tuindorpen Slotermeer en Slotervaart. Samen met collega (en studiegenoot aan de MTS) F. Buriks (Pieter Karel Frits Wladimir Buriks) werd hij betrokken met de architectonische erfenis van Jaap Bot (overleden 1956 terwijl de bouw in volle gang was). Dat leidde tevens tot werk voor De Arbeiderspers (inrichting en verbouwingen, 1962-1963) en de Weekbladpers (1970-1971). Van zijn werk voor en in Amsterdam staat nog een aantal complexen overeind aan de Thorn Prickerstraat (Nieuw-West), Alkmaarstraat (Noord) en Zandvoortstraat (Noord). In de 21e eeuw kregen deze complexen te maken met de dreiging van de sloophamer. Bij renovaties moest gekeken worden of die nog lonend waren. Nieuwe wensen (bewoners) en eisen (overheid) zorgden voor twijfel. Een complex aan de Maassluisstraat (Nieuw-West) was daar een voorbeeld van. Ook aan het andere eind van de stad is werk van hem te zien; in Buitenveldert ontwierp hij voor Cannenburg een aantal patiowoningen, waaronder een woning voor hemzelf (Cannenburg 7, 1965).       
Van Bodegraven werd gecremeerd op Westgaarde.